# دنیاگیری کووید-۱۹ در یمن
دنیاگیری کووید-۱۹ در یمن بخشی از دنیاگیری بیماری کروناویروس ۲۰۱۹ در جهان است. اولین مورد تأیید شده در یمن در ۱۰ آوریل ۲۰۲۰ در استان حضرموت اعلام شد.